# Ронконе
Ронконе (італ. Roncone) — колишній муніципалітет в Італії, у регіоні Трентіно-Альто-Адідже,  провінція Тренто. З 1 січня 2016 року Ронконе є частиною новоствореного муніципалітету Селла-Джудікаріє.
Ронконе розташоване на відстані близько 480 км на північ від Рима, 36 км на захід від Тренто.
Населення — 1451 особа (2014).

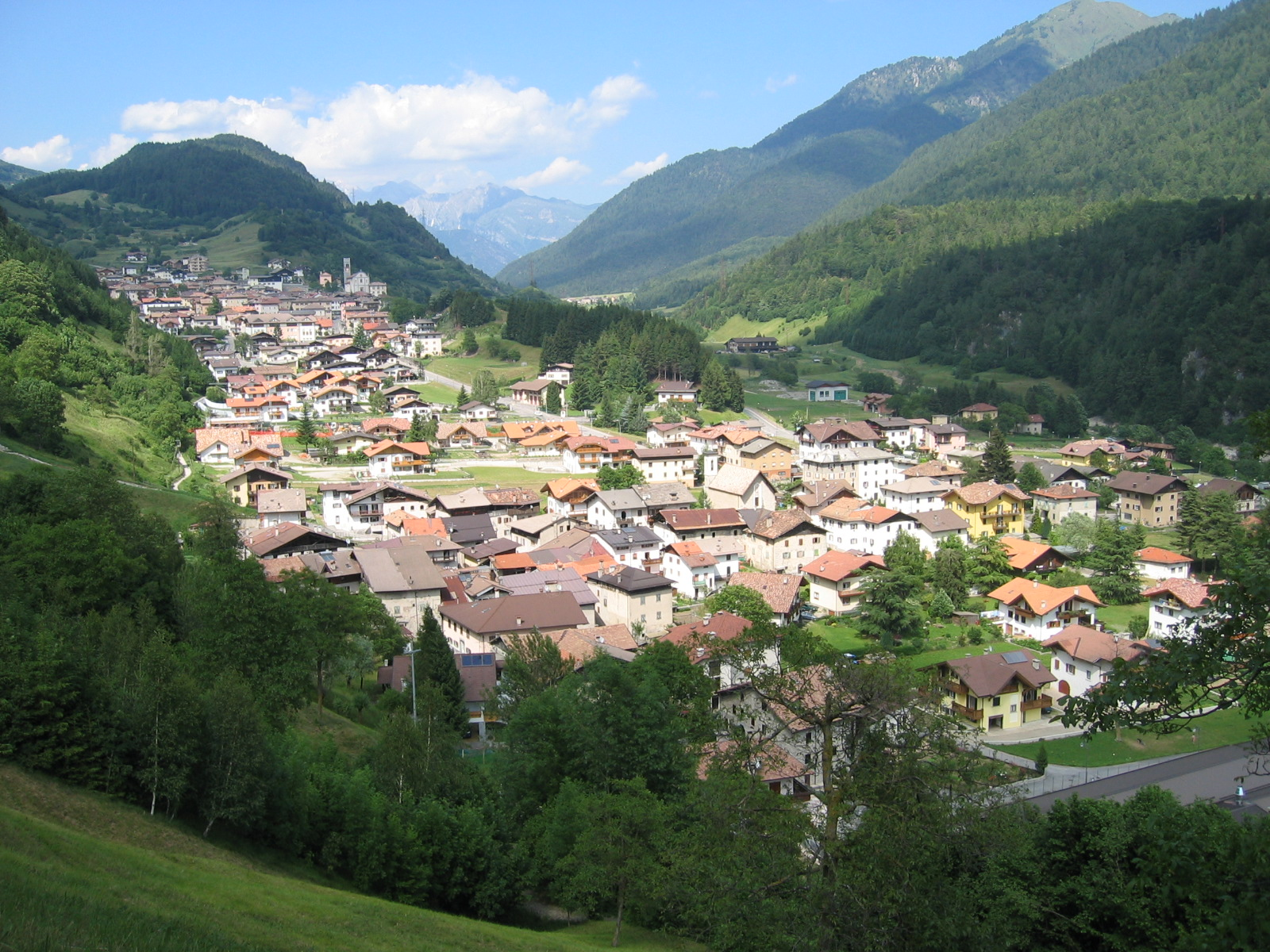

Щорічний фестиваль відбувається 26 грудня. Покровитель — святий Степан.

## Демографія
Населення за роками:

Станом на 31 грудня 2014 року в муніципалітеті офіційно проживали 34 іноземці з 13 країн, серед них 9 громадян країн Євросоюзу та 4 громадяни України.

## Сусідні муніципалітети
- Бондо
- Брегуццо
- Даоне
- Лардаро
- Празо
- Тіоне-ді-Тренто